# 柳沢錬造
柳沢 錬造（柳澤 錬造、やなぎさわ れんぞう、1919年1月21日 - 2007年6月10日）は、日本の政治家。参議院議員（2期）。

## 経歴
長野県埴科郡戸倉町（現千曲市）出身。小学校入学前から新聞配達を行う。私立石川島造船所青年学校卒業（6期）。その後、パプアニューギニアのラバウルに従軍。
戦後、石川島播磨重工業に入社し、同社労働組合委員長、造船重機労連委員長を務める。
1977年の第11回参議院議員通常選挙全国区初当選（民社党）。1979年、民社党組織局長。1983年、第13回参議院議員通常選挙比例区再選。
1989年春の叙勲で勲二等瑞宝章受章（勲八等からの昇叙）。同年の第15回参議院議員通常選挙に立候補せず、政界引退。
2007年6月10日、東京都江東区のがん研究会有明病院で癌のため死去、88歳。死没日をもって従四位に叙される。同年6月13日、増上寺で葬儀と告別式が行われた。

## その他
- 藤田幸久の仲人を務める[5]。